# Second flood
Second flood is de enige single van Slight Ache. Er zijn geen elpees bekend van die band. De single ging aan de Nederlandse hitparades voorbij.

## Achtergrond
Slight Ache is een voortzetting van De Paradijsvogels, een popband van Bram Vermeulen en Freek de Jonge. Die had(den) een aantal singles uitgegeven, maar die sloegen niet aan. Muziekproducent John Möring raadde de heren aan om een Engelse groepsnaam aan te nemen. Dat werd Slight Ache, naar een hoorspel van Harold Pinter. Slight Ache mocht vervolgens een aantal nummers opnemen in Londen en wel op voorspraak van Paul Atkinson, betrokken bij The Zombies. Er moest wel geleurd worden met het plaatje. Tony Vos van Phonogram/Decca Records en Boudewijn de Groot vond het maar niets. Uiteindelijk werd het uitgegeven door Bovema onder sublabel Imperial.

## Musici
Achter Slight Ache ging een band met talenten schuil:
- Bram Vermeulen – toetsinstrumenten, zang (Hey hey)
- Freek de Jonge - zang
- Hans Hollestelle – gitaar
- Jan Hollestelle – basgitaar, synthesizer
- Hans Cleuver – slagwerk (destijds Focus)
- Martin Dresden – basgitaar (destijds Focus)
- Toon Vieijra – gitaar hammondorgel, later eigenaar van een geluidsstudio
- Patricia Paay - zang

Volgens Leo Blokhuis, de samensteller van 50 Jaar Nederpop Rare & Obscure, zouden ook Jan de Hont en Thé Lau meegewerkt kunnen hebben. Muziekproducent was Frans Boelen, destijds verbonden aan Neerlands Hoop in Bange Dagen en later aan Joost Prinsen. Het lied was ook te horen op een verzamelalbum dat Imperial in juni 1970 uitgaf onder de titel Hey june, waarop ook onder meer Brainbox te horen was.